# Nikon FM10
Nikon FM10 — любительский малоформатный однообъективный зеркальный фотоаппарат, продающийся корпорацией Nikon с 1995 года в комплекте с объективом Zoom Nikkor 35—70 f/3,5—4,8. Камера производится компанией Cosina на заводах в Китае и не входит в «компактную линейку F», несмотря на сходство в названии. Конструкция не имеет ничего общего с фотоаппаратами Nikon FM и FM2, а основана на модели Cosina CT-1, ставшей прототипом для камер ещё нескольких производителей. Начиная с 2006 года Nikon FM10 и Nikon F6 — единственные плёночные камеры этого бренда, доступные в продаже на первичном рынке. Модель FM10 первоначально предназначалась для развивающегося азиатского региона, но сейчас продаётся и в западных странах, заменив Pentax K1000 в качестве камеры, рекомендованной студентам для обучения фотографии.
С 1997 года выпускался автоматизированный вариант Nikon FE10, оснащённый режимом приоритета диафрагмы.

## Особенности
Оснащённость фотоаппарата типична для конца 1970-х годов. Ламельный затвор с вертикальным движением металлических шторок обладает диапазоном выдержек от 1/2000 до 1 секунды, которые отрабатываются механизмом, не требующим элементов питания. Синхронизация с электронными вспышками доступна на выдержках не короче 1/125 секунды. Предусмотрены ручная выдержка и мультиэкспозиция, а также репетир диафрагмы. Механический автоспуск обеспечивает 10-секундную задержку. Две миниатюрные батарейки типа LR44 используются только для питания TTL-экспонометра, и в случае их отсутствия фотоаппарат остаётся работоспособным на всех выдержках. Центровзвешенный замер с классическим для «Никона» соотношением 60/40% центр-поле отображает текущую экспозицию в поле зрения видоискателя при помощи светодиодов. Полуавтоматическая установка экспозиционных параметров основана на выборе положения, при котором горит центральный из трёх светодиодных индикаторов. Несменный фокусировочный экран типа «К» сочетается с жёстковстроенной пентапризмой и отображает 92% площади будущего кадра. Взвод затвора и транспортировка плёнки производятся при помощи курка, который в транспортном положении одновременно служит для блокировки спусковой кнопки. Возможность использования приставного моторного привода не предусмотрена.

## Шасси

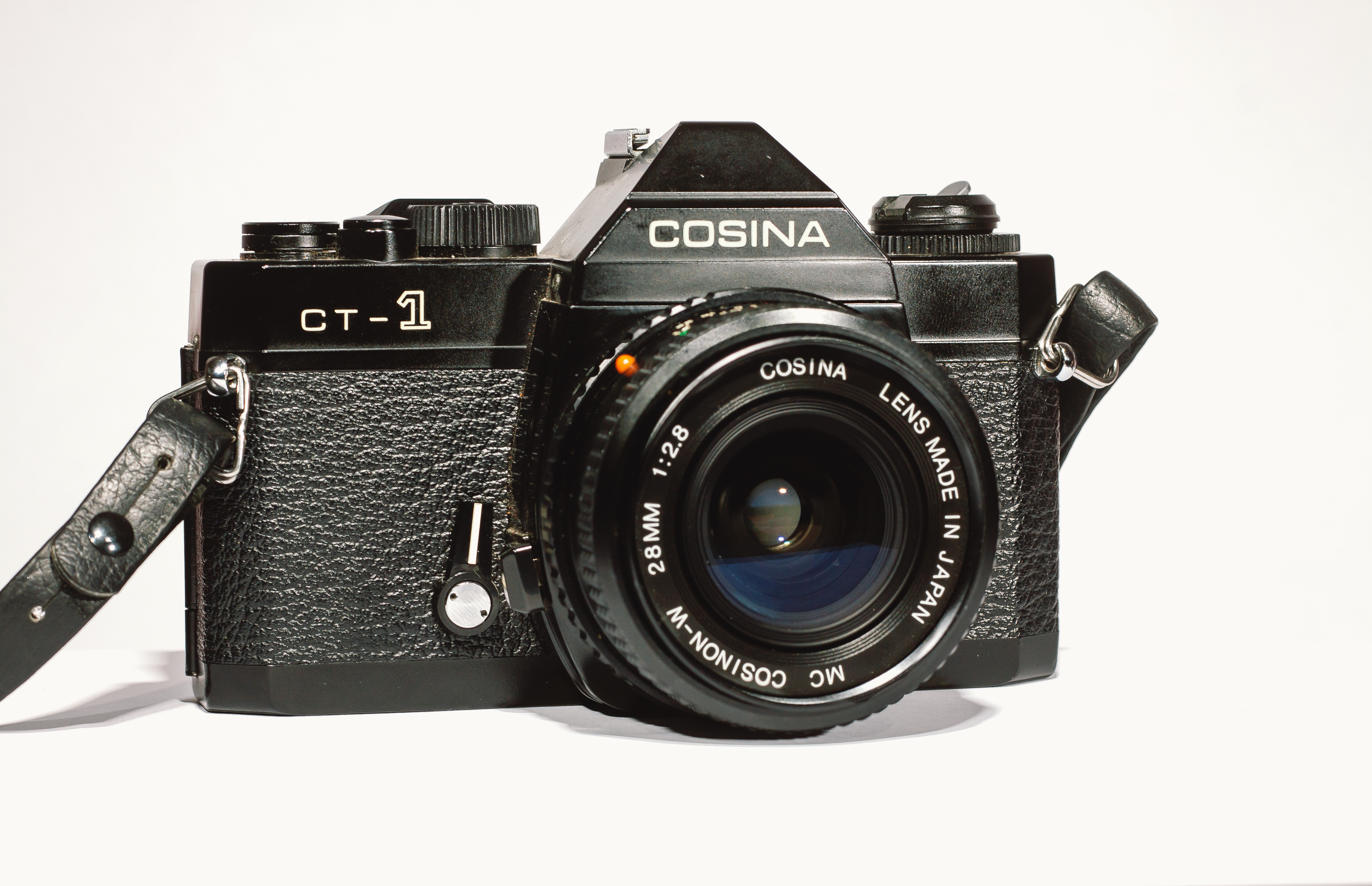
Фотоаппарат Cosina CT-1

Конструкция фотоаппарата основана на шасси, разработанном более четверти века назад для камеры Cosina CT-1. Эта же основа была использована для фотоаппарата Olympus OM-2000, который Cosina выпускала под торговой маркой Olympus. Отличие от Nikon FM10 заключается только использованным байонетом Olympus OM и наличием точечного экспозамера. Другие фотоаппараты, сконструированные на этом же шасси, носили название Canon T60, Ricoh KR-5 и Yashica FX-3 . Они также отличались внешними навесными панелями, байонетом и шильдиком с названием. После серьёзной переработки это шасси стало основой для дальномерных фотоаппаратов Rollei 35RF и собственной линейки Cosina под названием Bessa R. Первый цифровой дальномерный фотоаппарат Epson R-D1 также основан на конструкции Cosina CT-1.

## Nikon FE10
В 1997 году выпущена модель, аналогичная FM10, но оснащённая электромеханическим затвором, бесступенчато отрабатывающим выдержки в режиме приоритета диафрагмы. Без батарей затвор вообще не работает, в отличие от старших моделей с индексом FE. Синхронизация со вспышкой на выдержке 1/90 секунды, которая автоматически устанавливается при её включении. Вместо механического автоспуска использован более дешёвый электронный. Все изменения сделали «электронную» версию легче механического FM10 на 20 граммов. Ещё одним отличием от старших моделей FE стало отсутствие автоматики вспышки TTL OTF. Установка экспокоррекции совмещена с диском ручного ввода светочувствительности при отсутствии DX-кодирования. Несмотря на то, что пара FM10 и FE10 выглядит как замена пары Nikon FM2 и Nikon FE2, последняя электронная версия упрощена до предела, став современной камерой начального уровня. При этом, ни одна из бюджетных моделей не унаследовала конструкцию классических представителей «компактного» семейства, повторяя только их основные функциональные особенности.